# Орест
Орест (грч. Oréstēs) је у грчкој митологији био син Агамемнона и његове жене Клитемнестре, Електрин брат.
Орестово име има корен у грчкој речи (грч. ορειβάτης) или планинар. У пренесеном значењу, име Орест је „онај који савладава планине“.

## Митологија
Када се, као врховни заповедник ахејске војске, вратио из Тројанског рата, на гозби која је приређена њему у част, Агамемнона је убила група плаћеника које је, заједно са Клитемнестром, женом Агамемнона, унајмио Егист, Агамемнонов братић, да би, оженивши се Клитемнестром, постао микенски краљ.
Егист је предузео све да убије и Ореста, као јединог и законитог наследника Агамемноновог престола, али га је у томе спречила Електра, Орестова сестра, која му је, уз помоћ његове дадиље Арсиноје, пронашла уточиште код фокидиског краља Строфија, мужа Агамемнонове сестре Анаксибије. Краљ Строфије је прихватио и одгојио Ореста као свога сина.
Пре Тројанског рата било је договорено да се Орест ожени својом рођаком Хермионом, Менелајевом и Хеленином кћерком, али по повратку Агамемнона и догађаја који су уследели и након што је Орест убио своју мајку, Менелај удаје своју кћерку за Неоптолема, Ахилејевог и Дидамијиног сина.
Након седам година, у двадесетој години, делфијска пророчица је наредила Оресту да се врати кући и освети очеву смрт, и он се, заједно са својим пријатељем Пиладом, Строфијевим сином, вратио у Микену. На гробу свог оца Агамемнона, Орест се срео са својом сестром Електром и ту су се договорили како ће се осветити.
Електра је, као непознату особу, увела Ореста у град и најавила га Клитемнестроми као човека који јој доноси вести о Орестовој смрти. Мајка није препознала сина, и када јој је он саопштио да је Орест мртав, задовољна је послала по Егиста. Када је Егист ушао на врата, Орест га је убио мачем, а затим је, истим мачем усмртио и своју мајку Клитемнестру.
- Орест по Есхилу

У Есхиловим „Еуменидама“, Орест, после убиства полуди и почињу да га прогоне Ериније, које кажњавају злочине у породици. Орест одлази и проналази уточиште у делфијском храму, и мада му је Аполон наредио, преко делфијских пророчица да освети очеву смрт, и он је немоћан је пред Ернијама. На крају, Атина Ореста прима на акропољ и организује суђење којем преседавају дванаест атичких судаја. После суђења Оресту, гласови судија су били изједначени, али је Атина стала на Орестову страну и дала му ослобађајући глас. После овакве одлуке, Ериније пуштају Ореста, а самим тиме и бивају проглашене као Еумениде, или „Милостиве“, а Орест посвећује олтар богињи Атини.
- Орест по Еурипиду

Према Есхилу, прича о Оресту и Ернијама се завршава суђењем на акропољу, али према Еурипиду, Оресту је, да би побегао Еринијама, Аполон наредио да оде у Тауриду и да оданде донесе у Атину, Артемидин кип, који је пао са неба.
Орест одлази у Тауриду са Пиладом и тамо бива заробљен јер је у Тауриди био обичај да се сви грчки странци жртвују богињи Артемиди. Једна од свештеница у Артемидином храму, а чија је дужност била да изврши жртвовање, била је Орестова сестра Ифигенија. Ифигенија је Оресту понудила да ће га пустити, и да ће Пилад бити жртвован, ако би он однио њено писмо кући. Орест је одбио понуду Ифигеније и наговарао је Пилада да он буде тај који ће однети писмо. Када је Ифигенија предала писмо Пиладу, Орест је препознао да је Ифигенија његова сестра, а и Ифигенија је препознала Ореста, па су сви троје, заједно, узевши Артемидин кип вратили у Грчку. По повратку Орест је, убивши Алета, Егистова сина преузео очево микенско краљевство. У току своје владавине он шири краљевство са Аргом и Лаконијом. Ораст је умро од змијског угједа у Аркадији, а потом му је тело пребачено у Спарту где је и сахрањен.

## О Оресту
Прича о животу Ореста је тематика Есхилове „Орестије“ (Агамемнон, Жртвоноше, Еумениде), Софоклове „Електре“, као и Еурипидове „Електре“, „Ифигеније у Тауриди“ и „Ореста“.
- Есхил: Орестија: Агамемнон, Жртвоноше, Еумениде
- Софокло: Електра
- Еурипид: Електра, Ифигенија у Тауриди, Орест
- Драконтије Карташки: Трагедија Ореста, епска песма од око 1000 хексаметара
- Херодот: Историја, (Делфијска пророчица је прорекла да Спартанци неће моћи победити Тегејанце све док се не пребаце Орестове кости у Спарту)